# 蒙特利尔-米拉贝勒国际机场

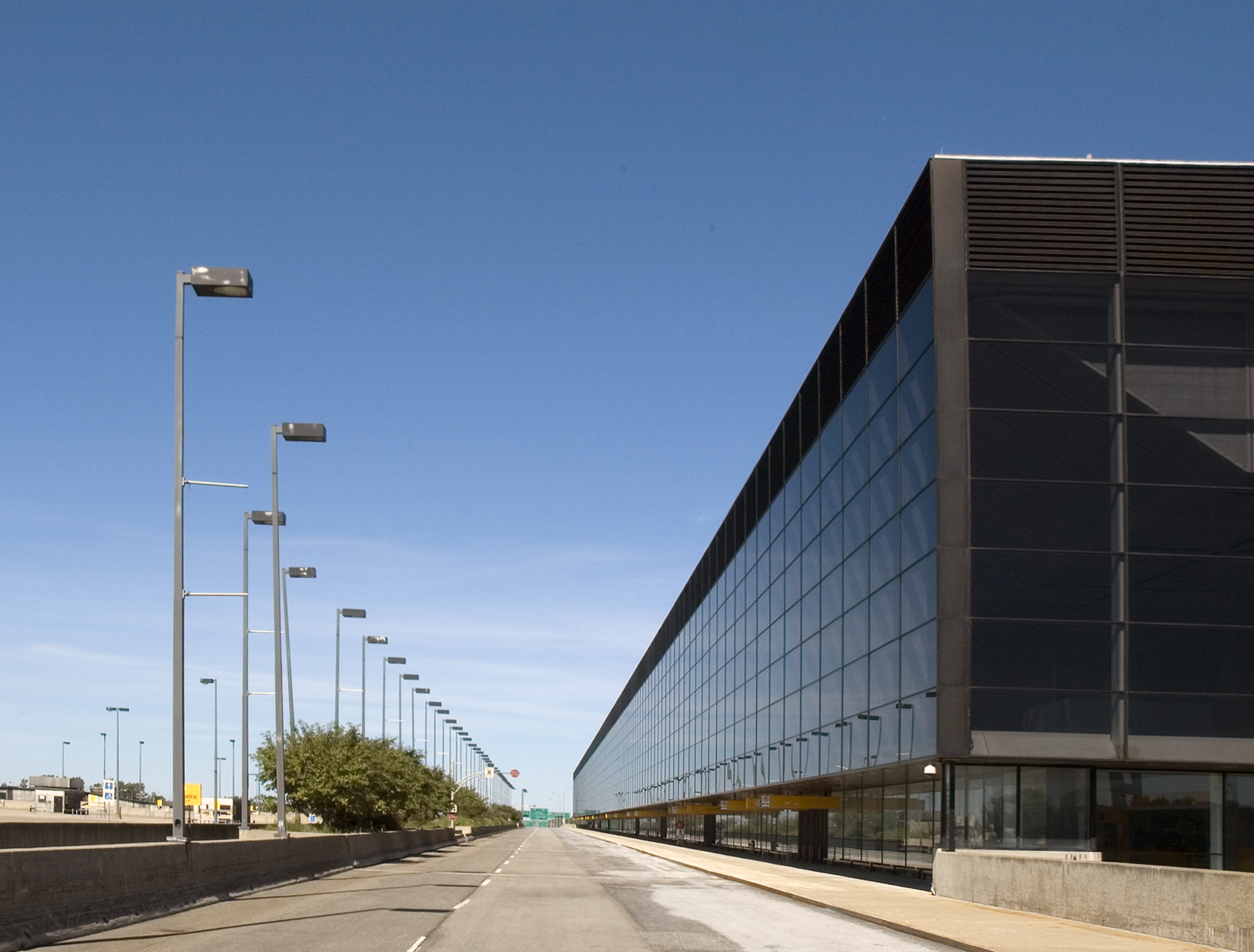
蒙特利尔米拉贝尔国际机场

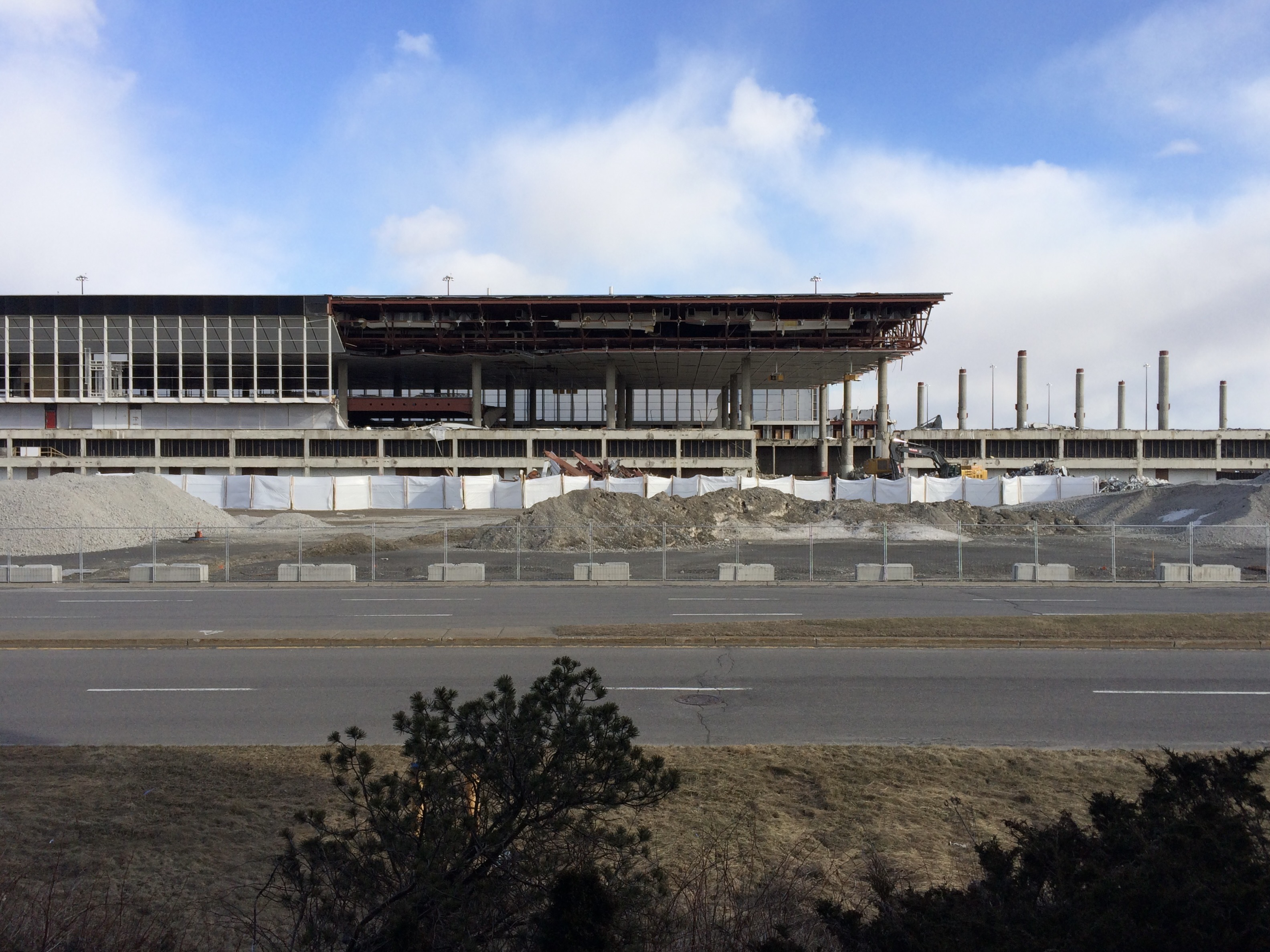
清拆中的航站楼（2016年）

米拉貝爾國際機場（法語：Aéroport international Montréal-Mirabel），由加拿大政府於1960年代後期興建，耗資十億美元，目的是取代位於人口密集地區的特魯多國際機場，1975年赶在第二年的蒙特利尔奥运会前启用。機場距蒙特利爾市區約55公里，占地面積396.6平方公里，是當時全世界占地面積最大的機場，這一紀錄直到1999年才被法赫德国王国际机场所超越。加拿大政府曾於1975至1997年，強迫所有國際航班必須由此機場起降，然而，隨著歐洲航班的減少、美國航班的增加，加拿大不得不於1997年面對現實，把國際航班也遷回到特魯多國際機場。只有越洋航空在米拉贝尔坚持到了最后，在2004年10月31日它最后一个商业航班离开飞往巴黎。
随着时间的推移，不断减少的客运航班开始对米拉贝尔的企业造成损失。特别值得注意的是，毗邻航站楼的有354间客房的米拉贝尔机场酒店，在经营了25年之后，于2002年被迫关闭。
2014年5月，由于维修资金高昂且设施陈旧、经济可行性不足，蒙特利尔机场公司决定拆除米拉贝勒机场的航站楼。

## 外部連結
- 米拉貝勒國際機場